# Diputación Provincial de Lugo
La Diputación Provincial de Lugo es una institución pública que presta servicios directos a los ciudadanos y presta apoyo técnico, económico y tecnológico a los ayuntamientos de los 67 municipios de la provincia de Lugo, en la comunidad autónoma de Galicia, España. Además, coordina algunos servicios municipales y organiza servicios de carácter supramunicipal. Tiene su sede central en la ciudad de Lugo.

## Historia
La Diputación de Lugo fue creada en el año 1836, como consecuencia de la organización de España en provincias. En aquella época ejerció competencias en materia de obras públicas, educación, beneficencia, así como funciones intermedias entre los municipios y la administración del estado.
En el año 1979 se constituyó como organismo democrático a la par del proceso de transición que se desarrollaba en España.

## Órganos de gobierno

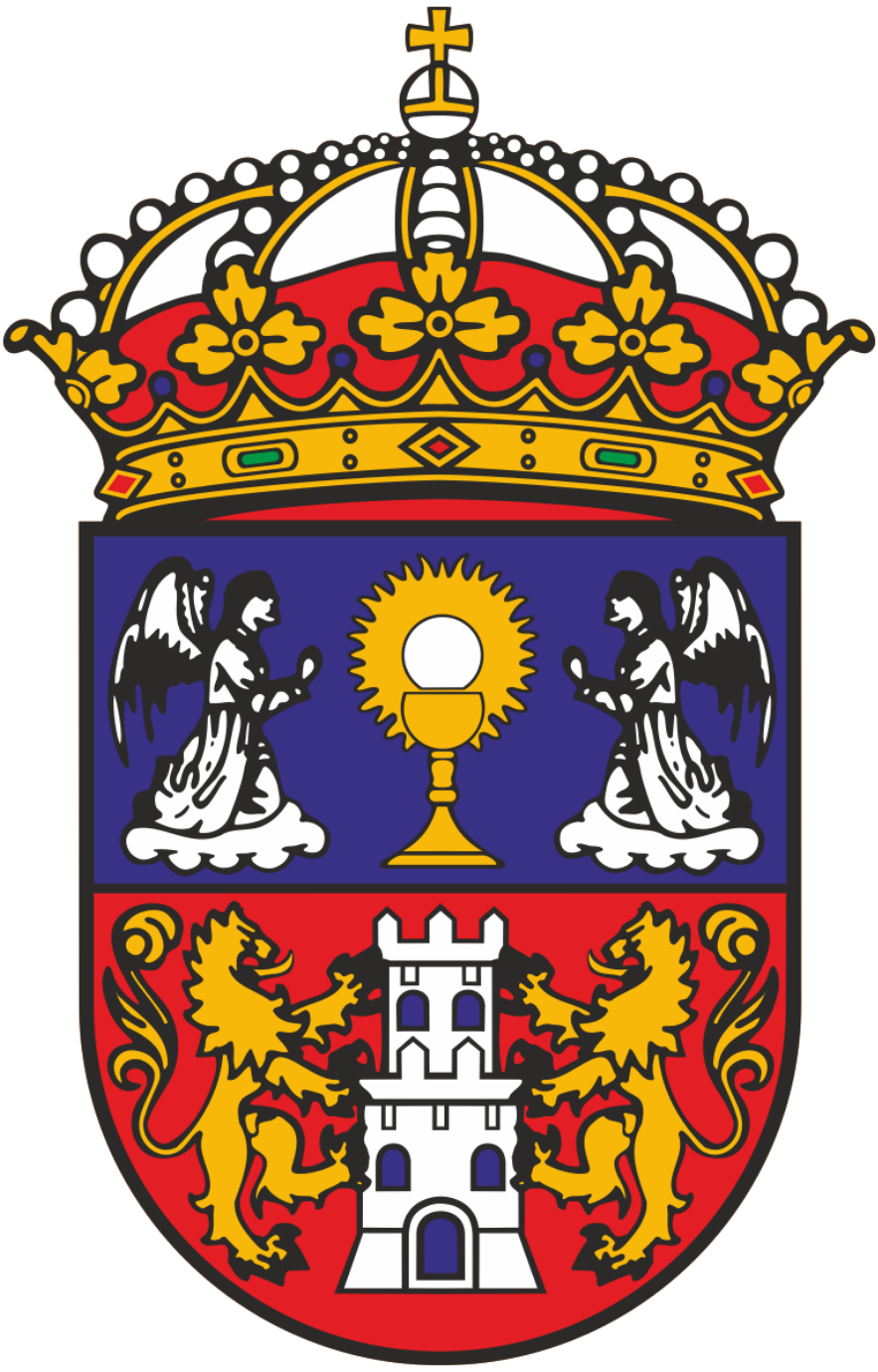
Escudo de la Provincia de Lugo.

Integran la Diputación Provincial, como órganos de Gobierno de la misma, el Presidente, los Vicepresidentes, la Corporación, el Pleno y las Comisiones informativas.
El presidente actual es el socialista José Tomé Roca.

### Histórico de presidentes
- 1979-1983: Luís Cordeiro Rodríguez (UCD)
- 1983-2007: Francisco Cacharro Pardo (PPdeG)
- 2007-2015: José Ramón Gómez Besteiro (PSdeG-PSOE)
- 2015 (entre junio y octubre): Elena Candia (PPdeG) - sometida a moción de censura
- 2015-2019: Darío Campos Conde (PSdeG-PSOE)
- 2019-act.: José Tomé Roca (PSdeG-PSOE)

## Composición
| Actual distribución de la Diputación tras las elecciones municipales de 2019 | Actual distribución de la Diputación tras las elecciones municipales de 2019 | Actual distribución de la Diputación tras las elecciones municipales de 2019 | Actual distribución de la Diputación tras las elecciones municipales de 2019 | Actual distribución de la Diputación tras las elecciones municipales de 2019 |
| Partido político                                                             | Votos                                                                        | %                                                                            | Diputados                                                                    |                                                                              |
| ---------------------------------------------------------------------------- | ---------------------------------------------------------------------------- | ---------------------------------------------------------------------------- | ---------------------------------------------------------------------------- | ---------------------------------------------------------------------------- |
| Partido Popular de Galicia (PPdeG)                                           | 85.640                                                                       | 44,71%                                                                       | 12                                                                           |                                                                              |
| Partido de los Socialistas de Galicia (PSdeG-PSOE)                           | 55.360                                                                       | 28,90%                                                                       | 10                                                                           |                                                                              |
| Bloque Nacionalista Galego (BNG)                                             | 30.800                                                                       | 16,08%                                                                       | 3                                                                            |                                                                              |

### Distribución de escaños por partidos judiciales
| Partido judicial  |    |    |   | Diputados |
| ----------------- | -- | -- | - | --------- |
| Chantada          | 1  | 1  |   | 2         |
| A Fonsagrada      |    | 1  |   | 1         |
| Lugo              | 6  | 4  | 2 | 12        |
| Mondoñedo         | 3  | 2  | 1 | 6         |
| Monforte de Lemos | 1  | 1  |   | 2         |
| Vilalba           | 1  | 1  |   | 2         |
| Total             | 12 | 10 | 3 | 25        |